# Chats rouges dans un labyrinthe de verre
Pour plus de détails, voir Fiche technique et Distribution.
Chats rouges dans un labyrinthe de verre (Gatti rossi in un labirinto di vetro) est un giallo hispano-italien coécrit et réalisé par Umberto Lenzi, sorti en 1975.

## Synopsis
Lors d'un voyage organisé à Barcelone, un groupe de touristes américains est attaqué par un tueur en série vêtu de rouge qui égorge les jeunes femmes puis leur arrache l’œil gauche. Alors que l'enquête policière patine, l'un des leurs, le publiciste Mark Burton, est soupçonné d'être le maniaque. Bien décidé à prouver son innocence, il décide d'enquêter avec l'aide de sa maîtresse, une certaine Paulette Stone. 

## Fiche technique
- Titre original : Gatti rossi in un labirinto di vetro
- Titre français : Chats rouges dans un labyrinthe de verre
- Réalisation : Umberto Lenzi
- Scénario : Umberto Lenzi et Félix Tusell
- Montage : Amedeo Moriani
- Musique : Bruno Nicolai
- Photographie : Antonio Millán
- Production : Joseph Brenner José María Cunillés
- Société de production : National Cinematografica (Italie) et Estella Films (Espagne)
- Pays d'origine :  Espagne /  Italie
- Langue originale : italien
- Format : couleur
- Genre : Giallo
- Durée : 92 minutes[1].
- Dates de sortie : 
  -  Italie : 24 janvier 1975
  -  France : 23 octobre 1975
- Film interdit aux moins de 12 ans

## Distribution
- Martine Brochard : Paulette Stone
- John Richardson : Mark Burton
- Ines Pellegrini : Naiba Campbell
- Andrés Mejuto : Commissaire Tudela
- Mirta Miller : Lisa Sanders
- Daniele Vargas : Robby Alvarado
- George Rigaud : Révérend Bronson
- Silvia Solar : Gail Alvarado
- Raf Baldassarre : Martinez, le guide
- José María Blanco : Inspecteur Lara
- Marta May : Alma Burton
- John Bartha : Monsieur Hamilton
- Olga Pehar : Madame Randall
- Verónica Miriel : Jenny Hamilton
- Olga Montes : Peggy Randall
- Richard Kolin : Monsieur Randall
- Rina Mascetti : Infirmière
- Fulvio Mingozzi : Policier
- Vittorio Fanfoni
- Francesco Narducci : Réceptionniste à l'hôtel Presidente
- Tom Felleghy : Médecin légiste
- Lorenzo Piani